# Haszan Rovsan
Haszan Roshan (perzsául: حسن روشن; Teherán, 1955. június 2. –) iráni válogatott labdarúgó.

## Pályafutása

### Klubcsapatban
Pályafutása nagy részét a Taj csapatában töltötte. 1978 és 1982, illetve 1983 és 1984 között az emirátusi Al Ahli játékosa volt.  

### A válogatottban
1974 és 1980 között 48 mérkőzésen szerepelt az iráni válogatottban és 13 gólt szerzett. Tagja volt az 1976-os Ázsia-kupán győztes és az 1976. évi nyári olimpiai játékokon szereplő válogatott keretének. Részt vett az 1978-as világbajnokságon, ahol Hollandia és Skócia ellen csereként lépett pályára. A Peru elleni utolsó mérkőzésen kezdőként kapott lehetőséget és gólt szerzett. Részt vett az 1980-as Ázsia-kupán is.

## Sikerei, díjai
Irán
- Ázsia-kupa győztes (1): 1976